# バーディング

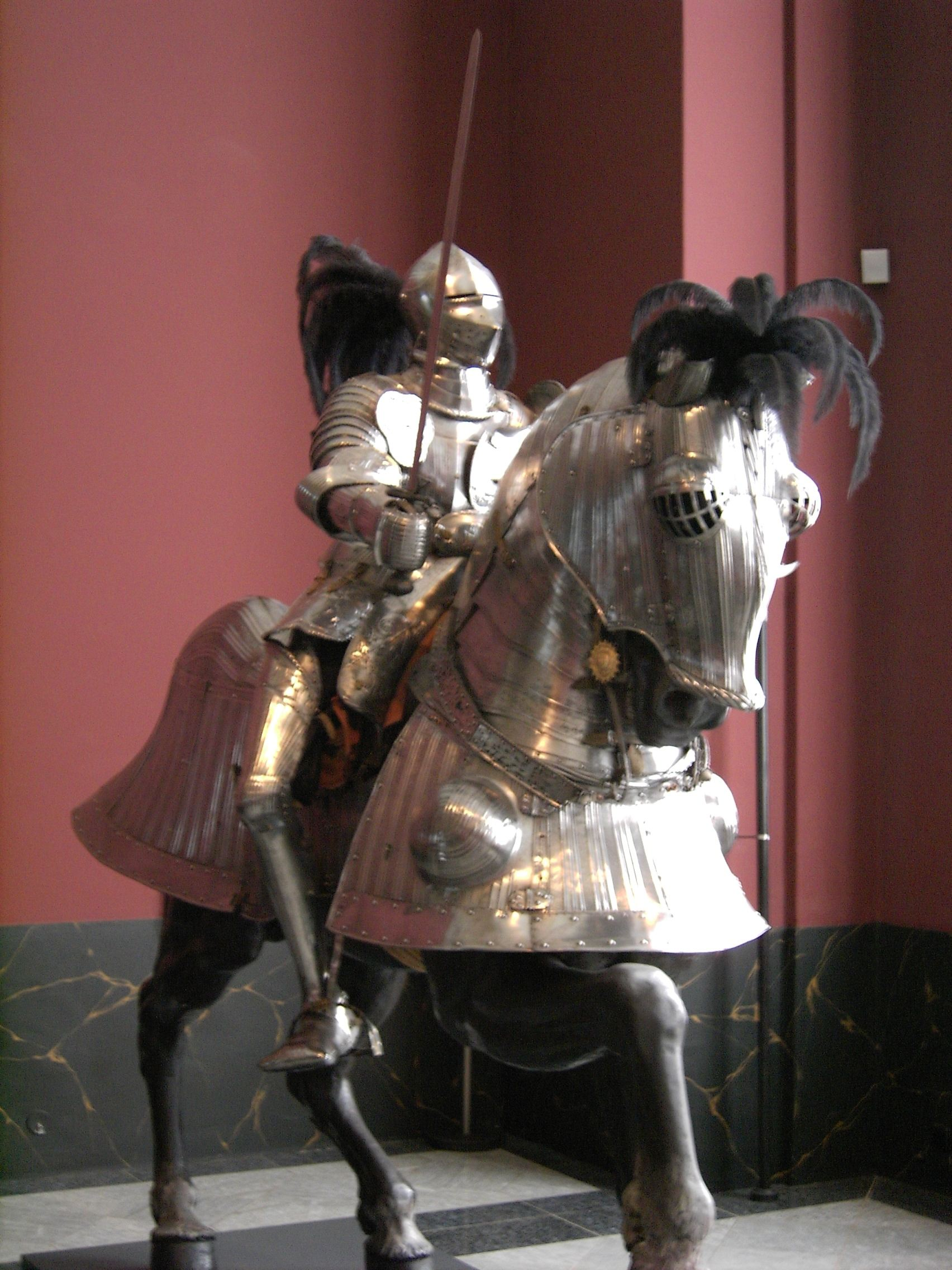
フルバーディングの馬に乗馬した16世紀の騎士

バーディング（Barding、bard、barb）あるいは馬鎧（ばがい、うまよろい）とは、馬用の鎧のことである。中世後期になると、騎士の防御力が高くなったことから、騎士を乗せている馬が狙われるようになった。
イングランドでは、14世紀のバノックバーンの戦いでスコットランドの歩兵に馬を殺され苦戦させられ、同世紀のクレシーの戦いでは、弓兵に馬を射殺され下馬したフランスの騎士を殺すという戦訓を経て、馬を防御するバーディングが開発された。

## 馬面

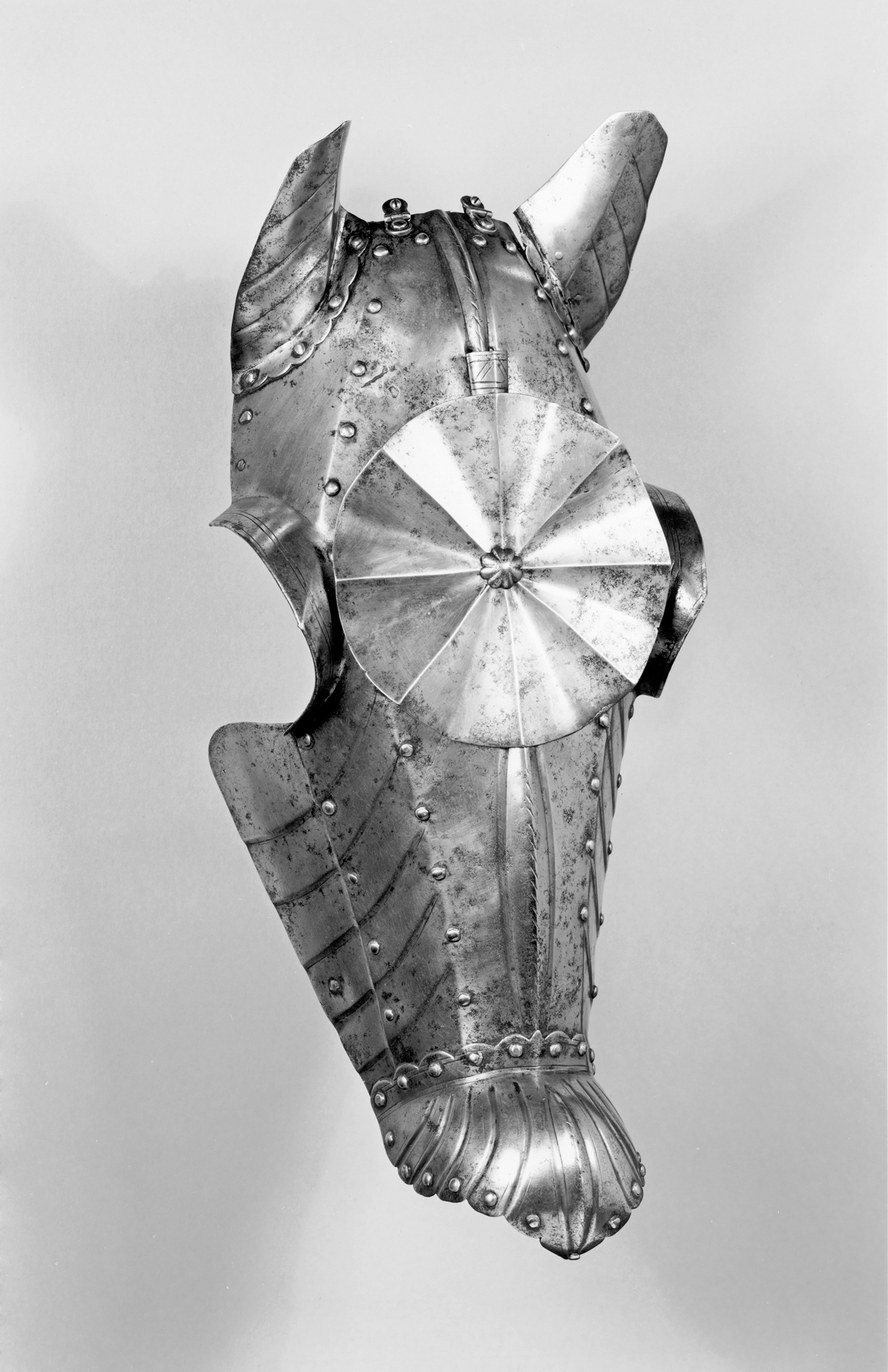
16世紀初期にイタリアで作られたシャンフラン

馬用の面当は、シャンフランまたはチャムフロン（chamfron, chanfron, chamfrain, chaffron, chafron, shaffron, champfrein)、フランス語でchanfrein(シャンフレン)と呼ばれる。稀にヒンジ付きの頬当も付属する。多くのシャンフランに共通の装飾的な特徴は、小さなスパイクを持つロンデル （鎧）と呼ばれる円形の補強装甲である。
早ければ古代ギリシャの時代には知られていたが、軍馬の鎧をボイルドレザーから金属製の鎧に置き換える12世紀までヨーロッパでは見られなかった。基本的なデザインは、17世紀に陳腐化するまで安定しており、その後期には装飾が施されるようになり、馬の耳から口まで伸びるようになった。フランジはしばしば目を覆ったが、目は保護さないものもあった。頬を覆うためのヒンジ付き延長部は、ジョストトーナメントで一般的に使用されていた。

## 他

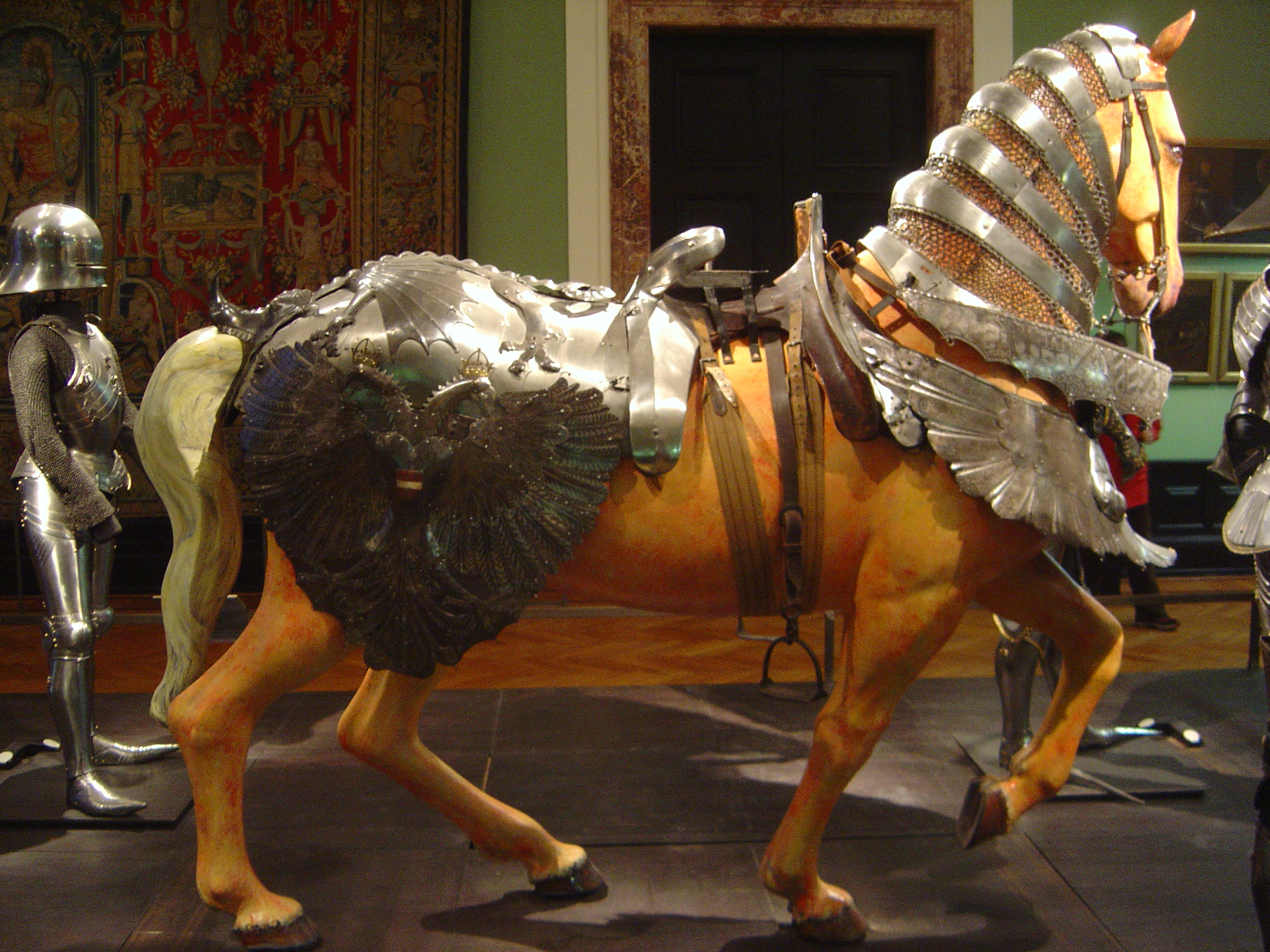
ウィーン美術史美術館
首：クリネット
腰：ペイトラル
臀部：クラッパ

クリネット（crinet）は、馬の首を保護する分割された部位。フランス語名はクリニエール(crinière)。
 ペイトラル（peytral, peytrel, poitrel）は、馬の胸を保護するように設計された部位、鞍まで伸びた物もある。フランス語名はプワトラーユ(poitrail)。
フランカド（Flanchard）は、鞍の側面に装備される革か板金製の部位。拍車が使えるよう開口部がある。フランス語名はフランシエール(francière)。
クラッパ（crupper)は、馬の臀部を防御する革か鎖、板金製の部位。フランス語名はクルピエール(croupière)。

## 盛装

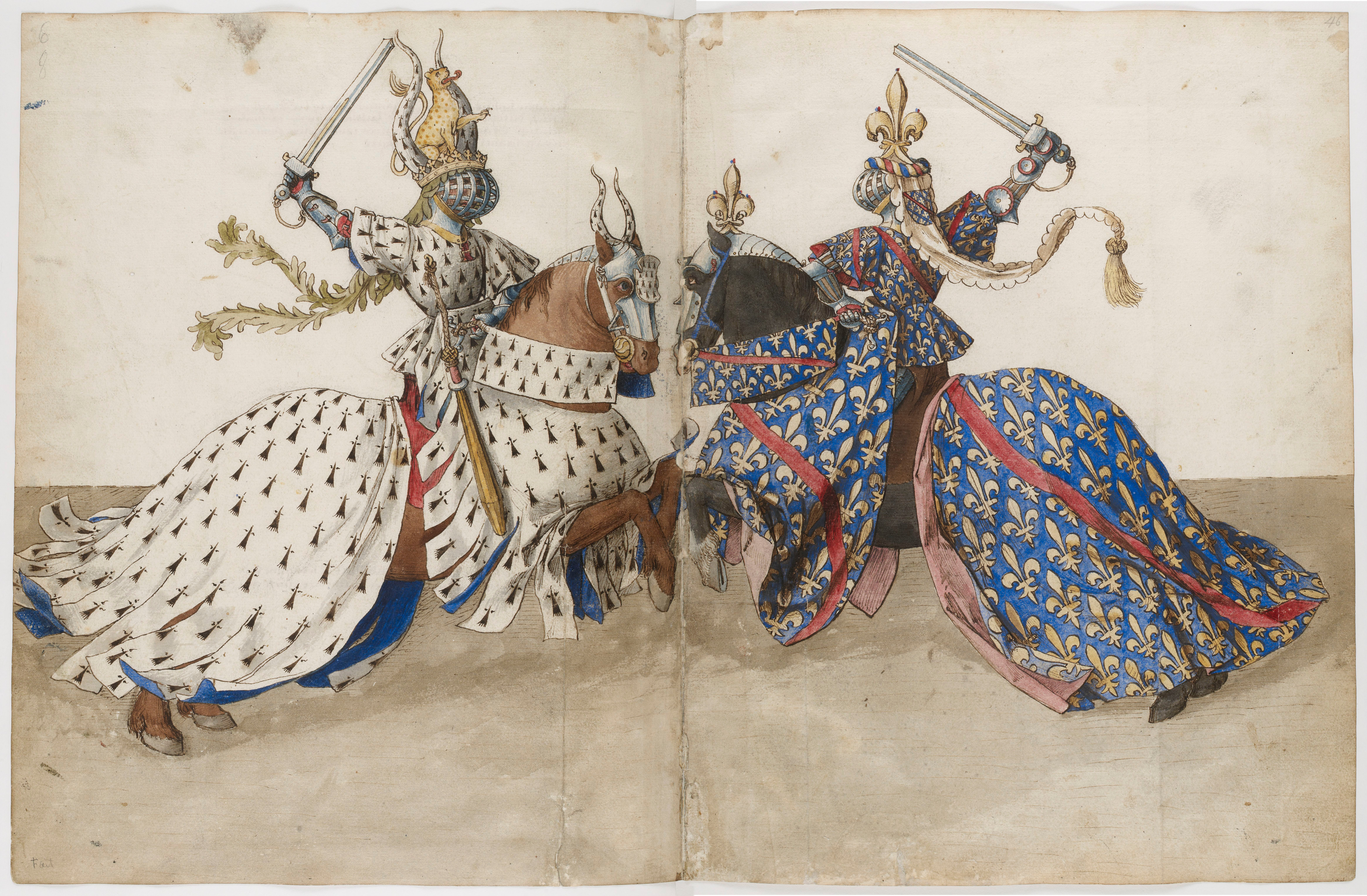
15世紀の盛装された馬のトーナメントの描写

バーディングは、しばしばカパリスンという布製カバーと共に使用された。この覆いは、時には鼻から尾まで馬全体を覆い地面にまで届いた。装備の仕方は不明。
紀元前1世紀頃にかかれたとされるマカビー第二書3.25に、美しい布で覆われた馬に乗った騎兵が登場するシーンがあることから、紀元前1世紀には馬に馬衣を着せる事があったと考えられる。また12世紀のイタリアでも鎖帷子と布による鎧を着用しており、布にもある程度の防御効果があったことがうかがえる。

## 他国の例

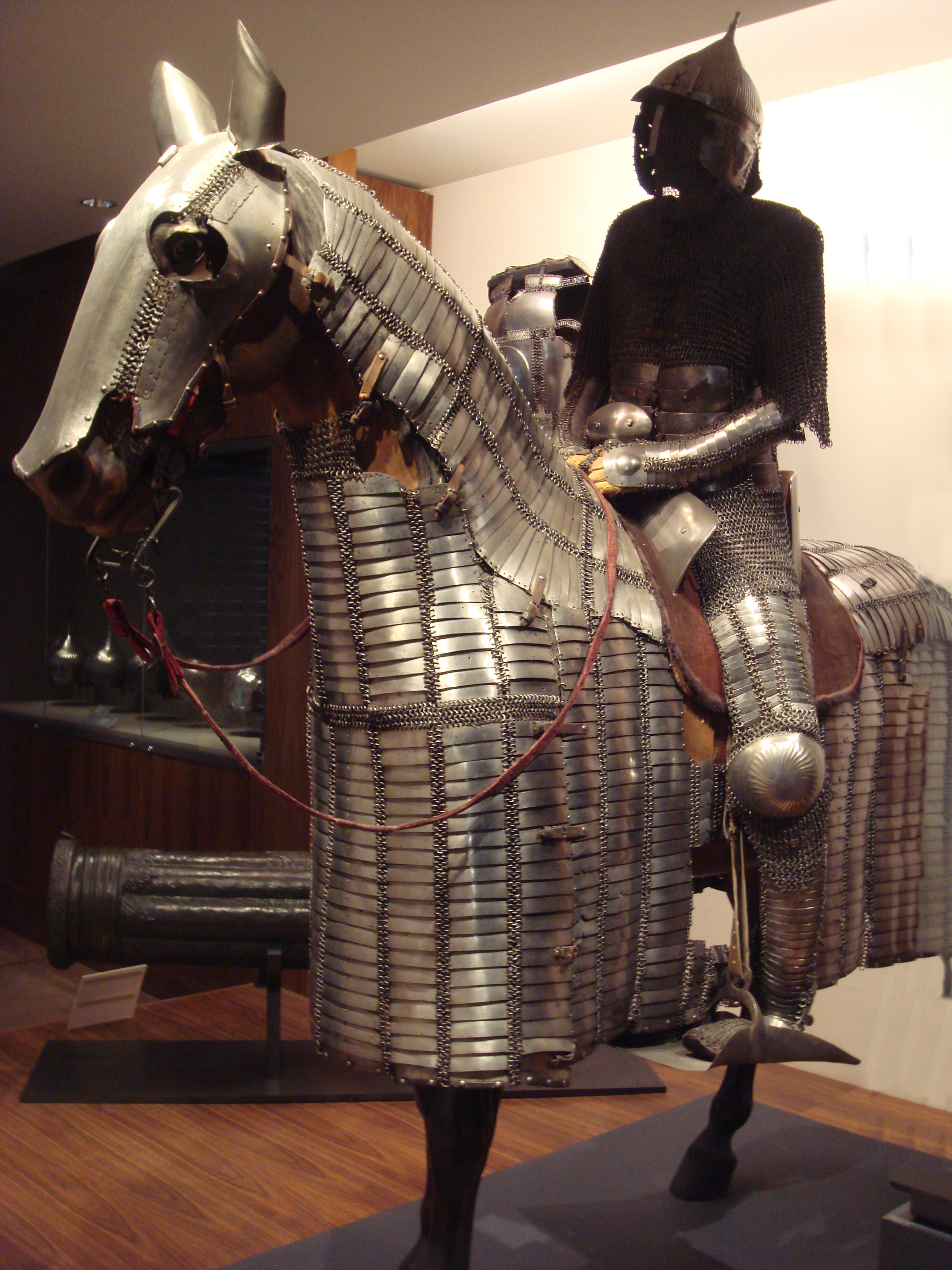
オスマン帝国のマムルーク重騎兵（1550年頃）

日本
馬面（ばめん）・胸甲（むなよろい）・尻甲（しりよろい）で構成される馬甲（馬鎧）がある。古代の古墳からは、舶来品と考えられる少数の例が確認される。南北朝時代以降に本格的に馬鎧が発展した。
中国
馬の鎧「馬冑」（馬冑 / 马冑、または具裝と呼ぶ）
『春秋左氏伝』（僖公二十八年：紀元前632年）に、晋軍が馬に虎皮の鎧を着せ、敵を威嚇したことが記されている。紀元前4世紀頃の曾侯乙墓などからも馬の鎧や壁画が発見されている。覆面状の兜や、何枚も甲板をつなぎ合わせた胸甲と全身を覆う鎧などが発見されている。
殷周時代には、塗装が施された皮の鎧が使用され、戦車を曳く馬にも装備された。五胡十六国時代ごろになると、鉄と皮による装備となった。三国時代では、多くて1万程度の騎兵も、その百数十年後である南北朝には数万騎の兵が鐙（あぶみ）の普及と進化により達成された。構成パーツは、面帘、鸡颈、当胸、身甲、搭后、寄生、鞍からなる。
これだけの装備を整えても、後代である唐の詩人杜甫は、人を射んとすれば先ず馬を射よという一句を残していることから、弓に対する馬の脆弱さがうかがえる。そして銃火器が発展する北宋以降の時代では兵士は防弾効果のある絹を使った軽装の鎧に置き換わっていき、鉄を帯びた装備は廃れて行った。
韓国
新羅・伽倻・百済などがあった古代王国時代の遺跡から発掘されている。
古代イラン（2～3世紀のパルティア）
ドゥラ・エウロポス遺跡から青銅製小札をつないで作られた馬鎧や、馬に鎧を着せた壁画が発見されている。
イタリア
13世紀頃の軍馬は、四肢を守るために裾が長い毛織物や鎖帷子からなる馬衣を装備していたが、機動力を欠く欠点を抱えていた。

ギャラリー
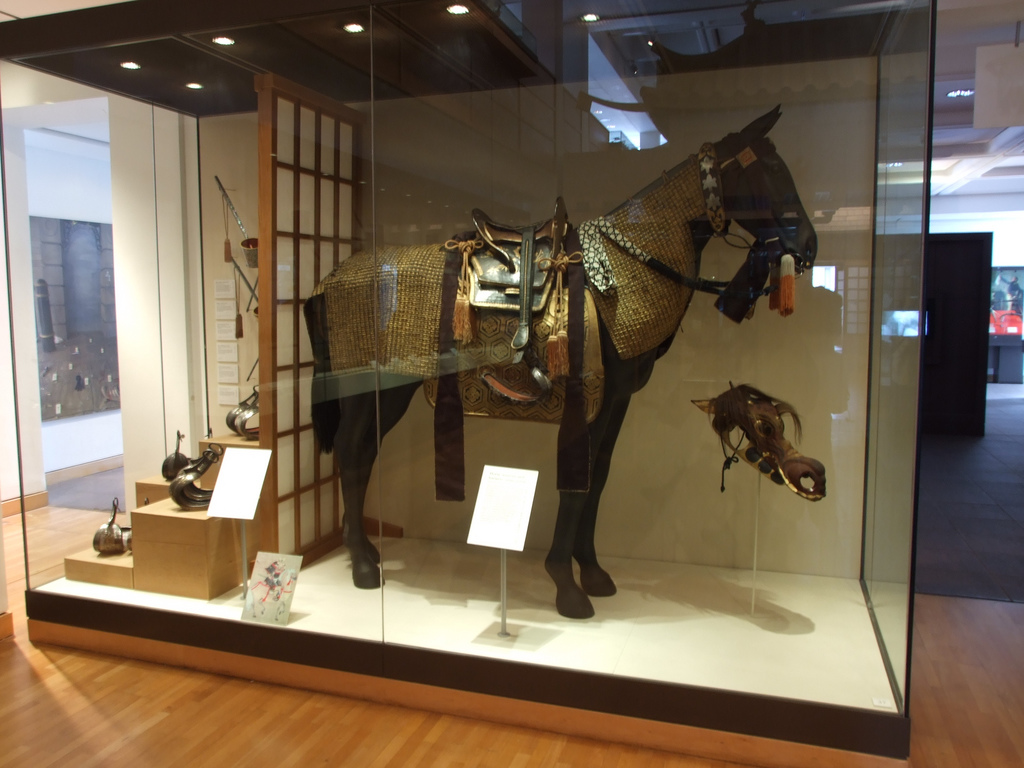
日本の馬鎧
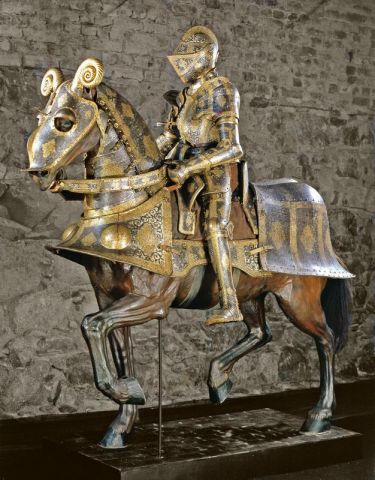
ポーランド王ジグムント2世のパレード用プレートアーマーと馬鎧